# Tectònica

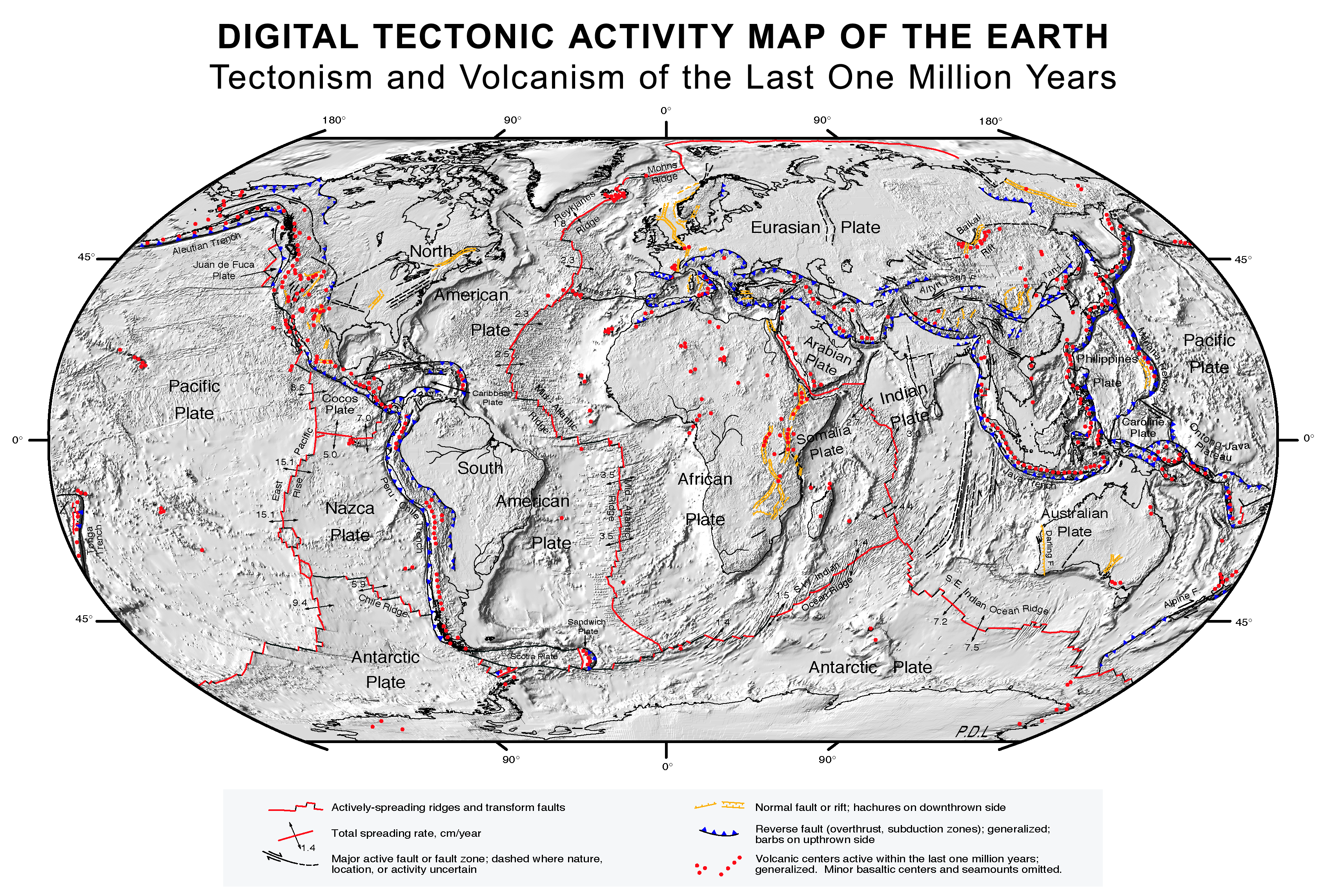
Mapamundi del relleu mostrant l'encaix de les principals plaques tectòniques

La tectònica (del grec τέκτων/tektōn, i del llatí vulgar tectonicus, que significa 'construcció') s'ocupa de l'orogènesi i el desenvolupament tectònic dels cratons i els terranes tectònics, així com els terratrèmols i cinturons volcànics que afecten directament a bona part de la població mundial. Els estudis tectònics són també importants per a la comprensió dels patrons d'erosió en la geomorfologia i com guies per al geologia econòmica a la indústria del petroli i altres menes de minerals.
La tectònica és una especialitat de la geologia que estudia les estructures geològiques produïdes per deformació de l'escorça terrestre, les quals les roques adquireixen després d'haver-se format, així com els processos que les originen.

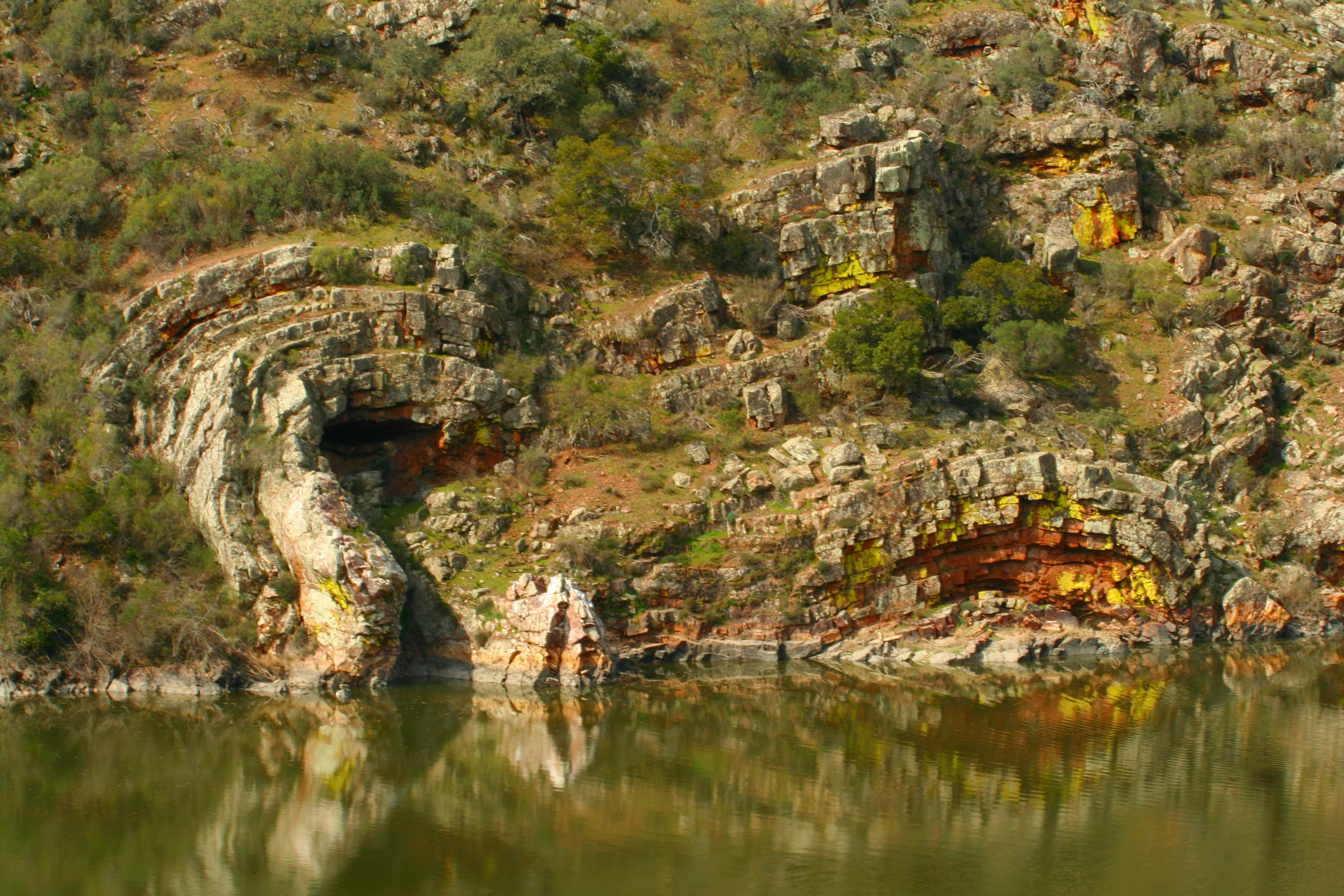
Deformació tectònica d'estrats al Parc Nacional de Monfragüe

La forma del relleu terrestre depèn en bona part de les estructures geològiques, és a dir, de com estiguin disposats els materials que la componen. Les estructures de les formacions rocoses són de dues classes:
- Estructures originals. Són les estructures que es formen al mateix temps que la roca, pels mateixos processos petrogenètics que formen les roques. Per exemple, en les roques sedimentàries l'estructura original típica és en forma d'estrats, generalment paral·lels de vegades creuats, en les roques volcàniques són les colades i cons, en les roques intrusives són els plutons i dics.
- Estructures deformades. Són estructures alterades per l'aplicació natural de forces dirigides (esforços) sobre formacions rocoses preexistents. Les deformacions corresponents alteren la disposició prèvia dels materials, que podia al seu torn ser una estructura de tipus original o ser ja el resultat d'alguna deformació anterior.

D'acord amb aquests conceptes la tectònica és una part de la geologia estructural, aquella que se centra en les estructures de deformació, sense situar en el seu centre les estructures de tipus original. A la pràctica tectònica i geologia estructural són sovint tractades com sinònimes.